# Вулиця Героїв Крут (Херсон)

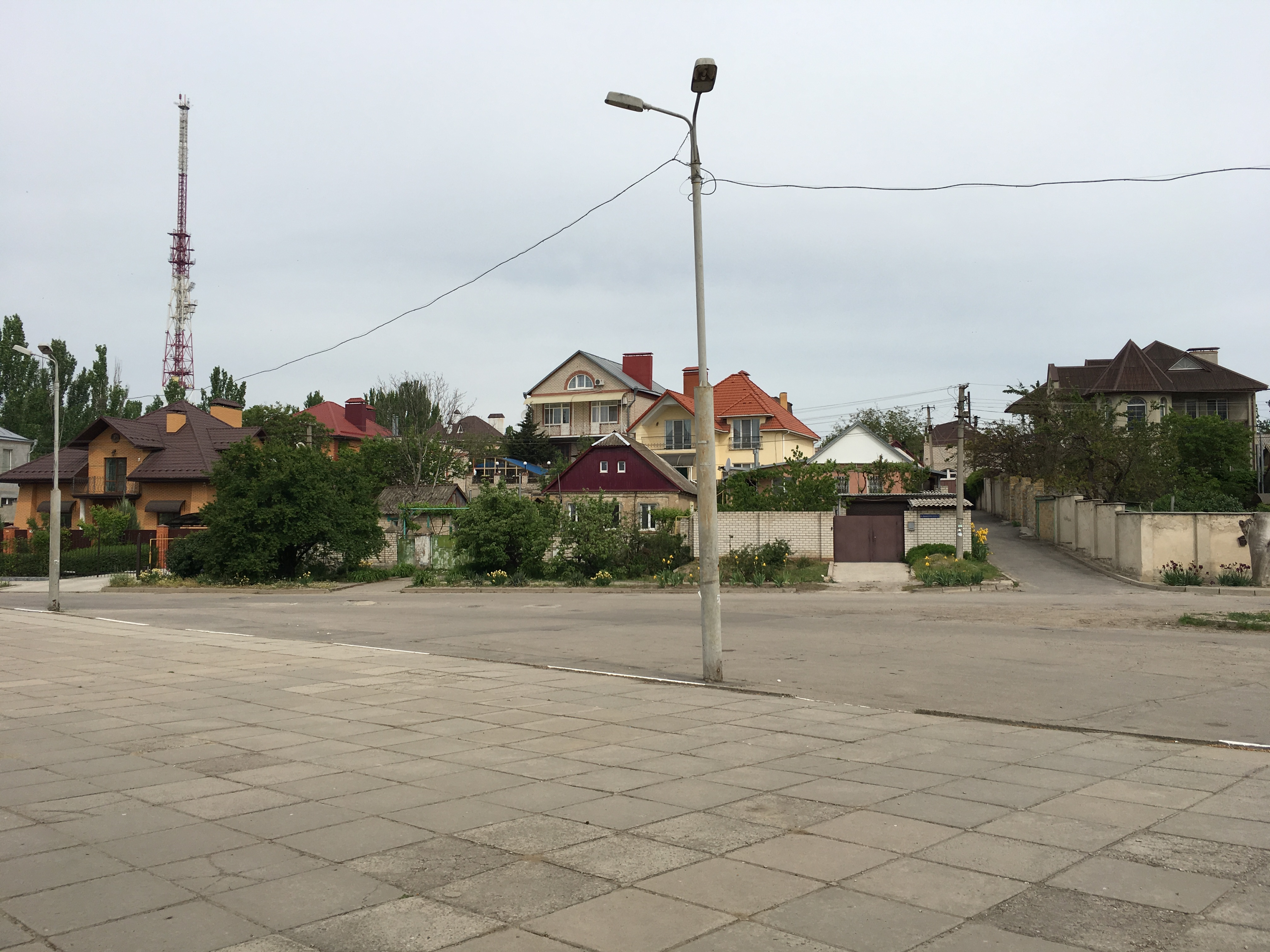
Житлова забудова на початку вул. Героїв Крут

Вулиця Героїв Крут — розташована в Дніпровському районі Херсона, проходить вздовж річки Дніпро від Парка Слави поруч з яким розташована Херсонська обласна бібліотека (неподалік від Херсонської фортеці) до мікрорайону "Циганка". 
Названа вулиця на честь оборонців Української Народної Республіки — учасників Бою під Крутами у 1918 році. 
Раніше (до 2016 р.) вулиця мала назву Дніпропетровська, а ще раніше — Шпитальна (рос. Госпитальная). 
Вулиця Героїв Крут як би продовжує напрямок, що задає вулиця Гімназична ідучи Центром міста від проспекту Незалежності до зеленої зони — Парку Слави. Сама вулиця Героїв Крут починається від Парку Слави (перетин з провулком Артилерійським) і йде на північний схід мікрорайоном "Військове" та закінчується у мікрорайоні "Циганка" (Дніпровському районі).

## Громадські місця

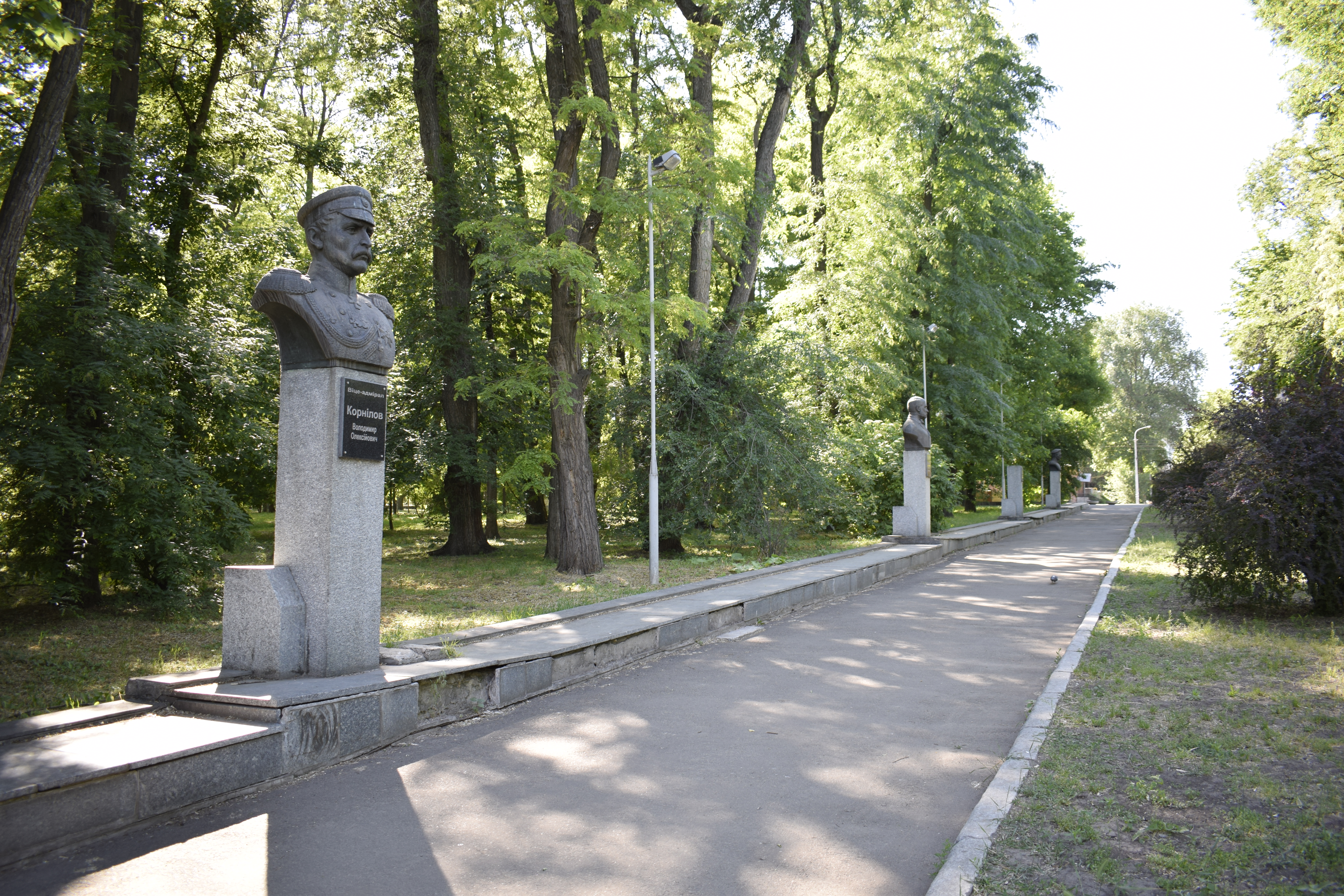
Меморіальний комплекс Алея Слави

Бронекатер на честь моряків Дунайської флотилії

- Буд. № 2 — Херсонська обласна універсальна наукова бібліотека імені Олеся Гончара;
- На початку вулиці в одній з Центральних пішохідних зон Парку Слави поблизу обласної бібліотеки розташований Меморіальний комплекс Алея Слави встановлений на місці, де 1966 року в плавнях було знайдено тіло невідомого солдата. 13 березня 1967 року відбулося урочисте перепоховання воїна та встановлення пам'ятного знака. 9 травня 1967 року тут вперше було запалено Вічний вогонь. І вже 1989 року було повністю завершено масштабний скульптурний ансамбль «Алея Слави». Автори: архітектори В'ячеслав Громихін, С. Захаров, Ю. Платонов та скульптор Валентин Зноба;
- У районі закінчення вулиці є пам’ятник — Бронекатер на честь моряків Дунайської флотилії.  Цей бронекатер затонув при виконанні бойової операції на Дніпрі 3 вересня 1941 року, в 1979 році був піднятий з дна річки і відновлений херсонськими корабелами. Зараз він служить пам'ятником на честь моряків Дунайської флотилії, що захищали місто від нацистів. Автори композиції — Ю. П. Тарасов, А. С. Семенчук; 1980 р. Охоронний № 404; рішення від 21.01.83 № 59/2. (Юр. адреса: Придніпровський узвіз, 1.)